# Gryllus jallae
Gryllus jallae är en insektsart som beskrevs av Giglio-tos 1907. Gryllus jallae ingår i släktet Gryllus och familjen syrsor. Inga underarter finns listade i Catalogue of Life.